# Jakub Buczacki (wojewoda)
Jakub Buczacki z Podhajec herbu Abdank (ur. 1430/1438, zm. 1501) – wojewoda ruski w latach 1499–1501, podolski w latach 1485–1497, kasztelan halicki w latach 1472–1485, starosta chełmski w latach 1499-1501, starosta hrubieszowski w 1497 roku, starosta kamieniecki i podolski w latach 1486–1492.
6 maja 1499 roku podpisał w Krakowie akt odnawiający unię polsko-litewską. 
W pobliżu Białogrodu i Oczakowa rozciągały się jego posiadłości. 
Ojcem jego był Michał Buczacki (zm. 1438) – wojewoda podolski.
Był mężem Anny ze Sprowy herbu Odrowąż (zm. po 1503). 
Miał pięcioro dzieci:
- Jana Andrzeja – podczaszego królewskiego (członka królewskiej delegacji do moskiewskiego władcy, zawierającej sześcioletni pokój z carem)
- Jana Feliksa – krajczego królewskiego
- Jakuba – biskupa płockiego, chełmskiego, kamienieckiego
- Beatę, żonę Jerzego Krupskiego – kasztelana bełskiego
- Katarzynę, żonę wdowca Jana Tworowskiego (zm. 1547) – kasztelana kamienieckiego i wojewody podolskiego.